# Distrikt Lagunas (Chiclayo)
Der Distrikt Lagunas liegt in der Provinz Chiclayo in der Region Lambayeque im Nordwesten von Peru. Der Distrikt wurde am 2. Januar 1857 gegründet. Er erstreckt sich über eine Fläche von 430 km². Beim Zensus 2017 wurden 10.336 Einwohner gezählt. Im Jahr 1993 lag die Einwohnerzahl bei 8153, im Jahr 2007 bei 9351. Sitz der Distriktverwaltung ist die 33 m hoch gelegene Kleinstadt Mocupe mit 4973 Einwohnern (Stand 2017). Mocupe liegt knapp 35 km südöstlich der Regions- und Provinzhauptstadt Chiclayo.

## Geographische Lage

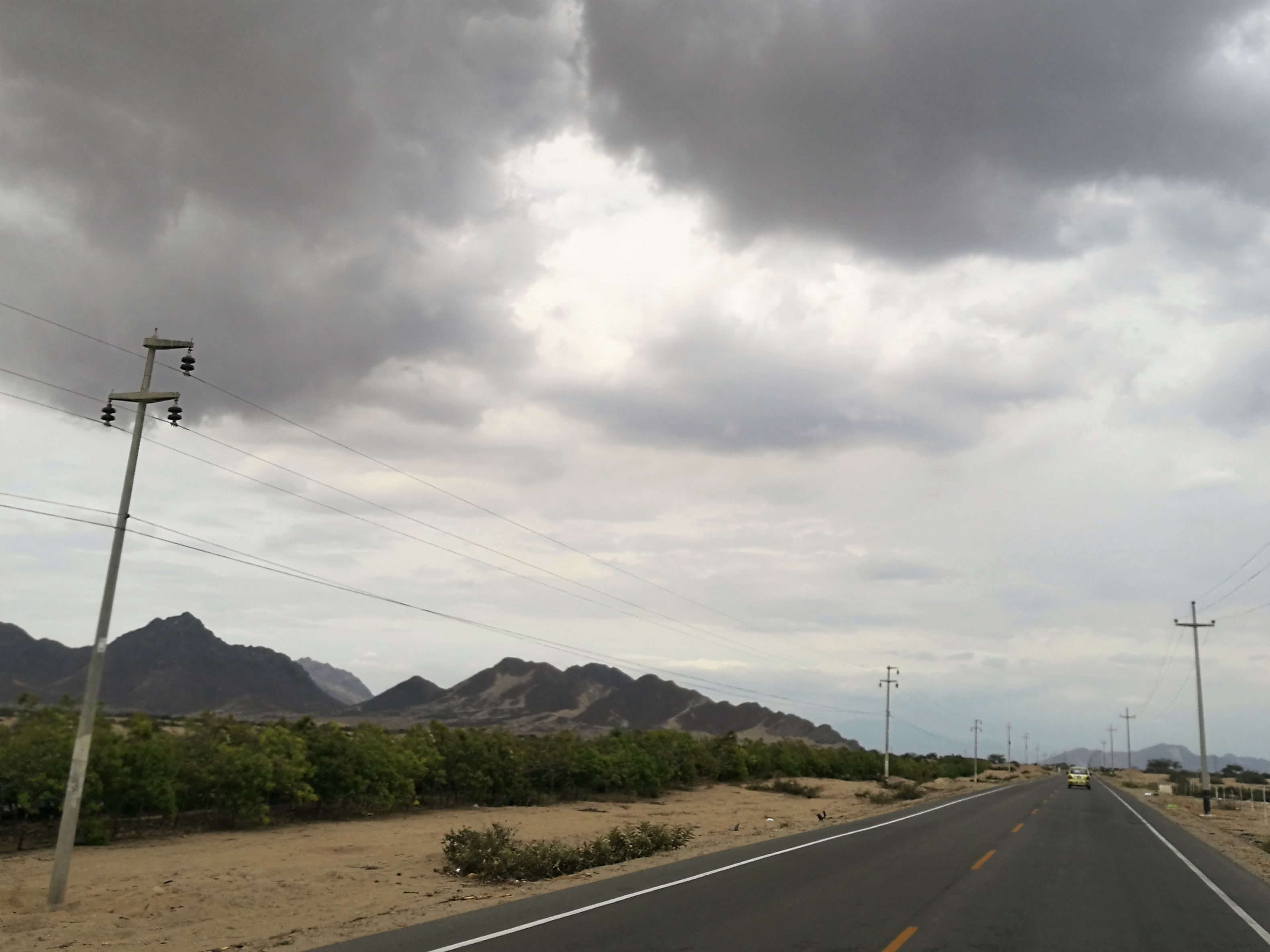
Straße 1NI.

Der Distrikt Lagunas liegt an der Pazifikküste im äußersten Südwesten der Provinz Chiclayo. Der Río Zaña durchfließt den Distrikt in südwestlicher Richtung und mündet schließlich ins Meer. Entlang diesem wird bewässerte Landwirtschaft betrieben. Ansonsten herrscht Wüstenvegetation vor. Die Nationalstraße 1N (Panamericana) durchquert den Distrikt.
Der Distrikt Lagunas grenzt im Nordwesten an den Distrikt Eten, im Norden an den Distrikt Saña sowie im Südosten an die Distrikte Pacanga und Pueblo Nuevo (beide in der Provinz Chepén).

## Ortschaften im Distrikt
Im Distrikt gibt es neben dem Hauptort Mocupe folgende größere Ortschaften:
- El Agropecuario (272 Einwohner)
- El Progreso (205 Einwohner)
- Lagunas (518 Einwohner)
- Nuevo Mocupe (2202 Einwohner)
- Pueblo Libre (433 Einwohner)
- Tupac Amaru – Rafan (800 Einwohner)